# Pallanuoto Bergamo
La Pallanuoto Bergamo è una società pallanuotistica di Bergamo. 

## Storia
Milita in Serie B, il terzo livello del campionato italiano. Vanta buoni risultati anche a livello giovanile. Nel campionato 2024-2025, conquista la promozione in serie A2.